# راک‌استار نیو انگلند
راک‌استار نیو انگلند آی‌ان‌سی (به انگلیسی: Rockstar New England Inc) یک توسعه‌دهنده بازی ویدئویی آمریکایی و یکی از استودیوهای راک‌استار گیمز در اندوور می‌باشد.

این شرکت در ابتدا با نام مد داک سافت‌ور در نوامبر سال ۱۹۹۹ توسط ایان لین دیویس، یکی از اعضای سابق اکتیویژن، تأسیس شد. استودیو در ابتدا کار خود را با همکاری و کمک به اکتیویژن در توسعه بازی استار ترک: آرمادا شروع کرد و رهبری توسعه را در ساخت ادامه این بازی یعنی استار ترک: آرمادا ۲ بر عهده گرفت. 

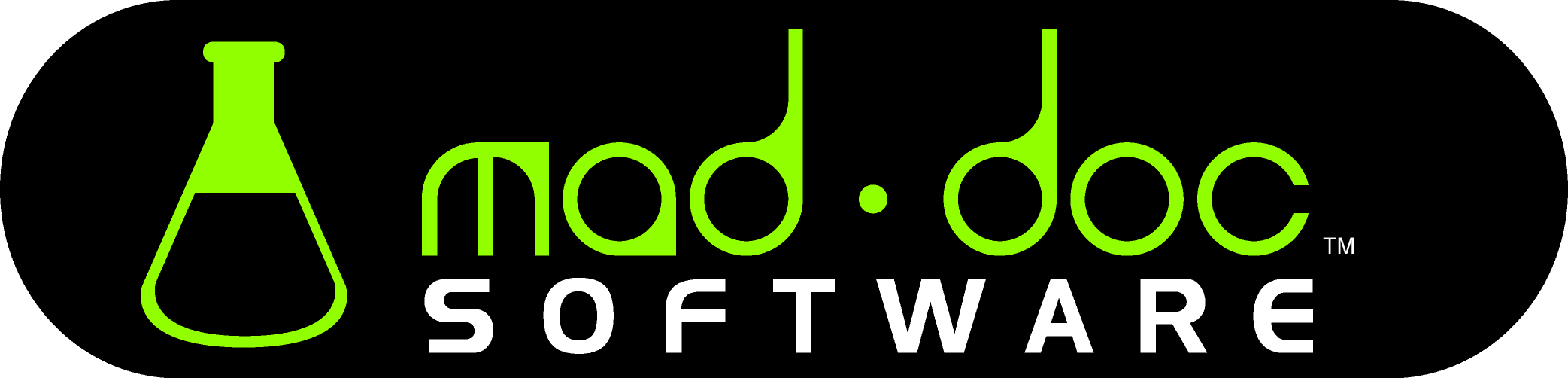
لوگوی سابق مد داک سافت‌ور

مد داک سافت‌ور با راک‌استار گیمز، برای توسعه نسخه ریمستر شده بولی یعنی بولی: نسخه بورسیه همکاری کرد که موفقیت گسترده‌ای را به خود دید. در آوریل ۲۰۰۸ تیک-تو اینتراکتیو، شرکت مادر راک‌استار گیمز، مد داک سافت‌ور را خریداری کرد تا به یکی از استودیوهای راک‌استار گیمز، به عنوان راک‌استار نیو انگلند تبدیل شود. راک‌استار نیو انگلند بر روی نسخه مایکروسافت ویندوز بازی اتومبیل‌دزدی بزرگ ۴ (۲۰۰۹) (با همکاری راک‌استار تورنتو) و تیم سازنده پشتیبان برای بازی‌های رد دد ریدمپشن (۲۰۱۰)، لس آنجلس سیاه (۲۰۱۱)، مکس پین ۳ (۲۰۱۲)، اتومبیل‌دزدی بزرگ ۵ (۲۰۱۳) و رد دد ریدمپشن ۲ (۲۰۱۸).

## بازی‌ها

### به‌عنوان مد داک سافت‌ور
| سال  | عنوان                        | پلتفرم(ها)                                          | ناشر(ها)                  | یادداشت‌ها                                         |
| ---- | ---------------------------- | --------------------------------------------------- | ------------------------- | ------------------------------------------------- |
| ۲۰۰۰ | استار ترک: آرمادا            | مایکروسافت ویندوز                                   | اکتیویژن                  | سازنده پشتیبان برای اکتیویژن                      |
| ۲۰۰۱ | استار ترک: آرمادا ۲          | مایکروسافت ویندوز                                   | اکتیویژن                  | —                                                 |
| ۲۰۰۲ | حمله اسکادران جین            | مایکروسافت ویندوز                                   | زیکت اینتراکتیو           | توسعه بازی تحویل گرفته شده از لوکینگ گلس استودیوز |
| ۲۰۰۲ | امپراطوری زمین: هنر فتح      | مایکروسافت ویندوز                                   | سییرا انترتینمنت          | —                                                 |
| ۲۰۰۳ | محاصره سیاه‌چال: افسانه آرانا | مایکروسافت ویندوز                                   | اکس‌باکس گیم استودیوز      | توسعه یافته مشترک با گاز پاورد گیمز               |
| ۲۰۰۵ | امپراطوری زمین ۲             | مایکروسافت ویندوز                                   | ویوندی                    | —                                                 |
| ۲۰۰۶ | امپراطوری زمین: هنر برتری    | مایکروسافت ویندوز                                   | ویوندی                    | —                                                 |
| ۲۰۰۶ | استار ترک: میراث             | مایکروسافت ویندوز، ایکس‌باکس ۳۶۰                     | بتزدا سافت‌ورکز            | —                                                 |
| ۲۰۰۷ | امپراطوری زمین ۳             | مایکروسافت ویندوز                                   | ویوندی                    | —                                                 |
| ۲۰۰۸ | توروک                        | مایکروسافت ویندوز، پلی‌استیشن ۳، اکس‌باکس ۳۶۰         | دیزنی اینتراکتیو استودیوز | سازنده پشتیبان برای پروپاگاندا گیمز               |
| ۲۰۰۸ | بولی: نسخه بورسیه            | اندروید، آی‌اواس، مایکروسافت ویندوز، وی، اکس‌باکس ۳۶۰ | راک‌استار گیمز             | نسخه ریمستر شده بولی از راک‌استار ونکوور           |

### به‌عنوان راک‌استار نیو انگلند
| سال  | عنوان              | پلتفرم(ها)                                                                                                   | ناشر(ها)      | یادداشت‌ها                                                                                 |
| ---- | ------------------ | --- | ------------- | ----------------------------------------------------------------------------------------- |
| ۲۰۰۸ | اتومبیل‌دزدی بزرگ ۴ | مایکروسافت ویندوز                                                                                            | راک‌استار گیمز | تنها سازنده نسخه این پلتفرم با همکاری راک‌استار تورنتو; بازی توسعه‌یافته توسط راک‌استار نورث |
| ۲۰۱۰ | رد دد ریدمپشن      | پلی‌استیشن ۳، اکس‌باکس ۴۶۰                                                                                     | راک‌استار گیمز | سازنده پشتیبان برای راک‌استار سن‌دیگو                                                       |
| ۲۰۱۱ | لس آنجلس سیاه      | مایکروسافت ویتدوز، نینتندو سوییچ، پلی‌استیشن ۳، پلی‌استیشن ۴, اکس‌باکس ۳۶۰، اکس‌باکس وان                         | راک‌استار گیمز | سازنده پشتیبان برای تیم بوندی                                                             |
| ۲۰۱۲ | مکس پین ۳          | مک‌اواس، مایکروسافت ویندوز، پلی‌استیشن ۳، اکس‌باکس وان                                                          | راک‌استار گیمز | توسعه‌یافته به عنوان استودیوهای راک‌استار                                                   |
| ۲۰۱۳ | اتومبیل‌دزدی بزرگ ۵ | مایکروسافت ویندوز، پلی‌استیشن ۳، پلی‌استیشن ۴، پلی‌استیشن ۵, اکس‌باکس ۳۶۰، اکس‌باکس وان، اکس‌باکس سری اکس و سری اس | راک‌استار گیمز | سازنده پشتیبان برای راک‌استار نورث                                                         |
| ۲۰۱۸ | رد دد ریدمپشن ۲    | مایکروسافت ویندوز، پلی‌استیشن ۴، گوگل استادیا، اکس‌باکس وان                                                    | راک‌استار گیمز | توسعه‌یافته به عنوان استودیوهای راک‌استار                                                   |

### لغو شده
- بازگشت به قلعه ولفنشتاین: منطقه دشمن